# قانون العلاقات في مكان العمل لعام (1996)
قانون العلاقات في مكان العمل لعام (1996) هو قانون في ما يتعلق بالحقوق والشروط في مكان العمل بناء على حكومة هوارد بعد ان تولى الحكم عام 1996, بعد ان حلت محل حكومة حزب العمال السابقة قانون العلاقات الصناعية لعام 1988, وبدأ العمل به في 1 كانون الثاني عام 1997. وصدر القانون المعدل لقانون العلاقات في مكان العمل لعام 2005 بواسطة حكومة هوارد، ودخل قانون المعدل حيز النتفيذ في 27 مارس 2006, وادخلت التعديلات على القانون الاصلي، ودخل خيار«خيارات العمل» إلى قانون العمل الاسترالي.[بحاجة لمصدر]
تم الغاء القانون في 1 يوليو 2009 بواسطة قانون العمل العادل لعام 2009 وتم اصدارها من قبل حكومة رود حزب العمال ,[بحاجة لمصدر] وحل محله قانون العمل العادل (المنظمات المسجلة) لعام 2009.

## احكام
نص القانون على استمرارنظام الجوائر الاتحاد الحالي والذي قدم حدا ادنى من شروط واحكام للعمل. واحتفظت لجنة العلاقات الصناعية الأسترالية السابقة والتي استمرت في تحديد قرارات التحكيم الاتحادية ولكنها اقتصرت في قراراتها على 20 قرار فقط سميت ب «مسائل المنح المسموح بها» وهي:
- تصنيف العاملين
- ساعات العمل
- معدلات الاجور
- أسعار القطع، والأرقام والمكافآت
- أشكال مختلفة من الإجازات (مثل إجازة الخدمة السنوية والطويلة)
- العطل الرسمية
- العلاوات
- معدلات العقوبة
- أجر الفائض
- الإشعار بإنهاء الخدمة
- إجراءات تسوية المنازعات
- احكام التنازل
- خدمة هيئة المحلفين
- الدفع والشروط

وتشمل بعض أحكامه التي سنت لأول مرة ما يلي:
- إدخال اتفاقيات مكان العمل الأسترالية ، وهي شكل من أشكال العقود الفردية التي يمكن أن تلغي الاتفاقات الجماعية؛
- التوسع في استخدام اتفاقيات المساومة الخاصة بالشركات ؛
- تخفيض عدد الأمور المسموح بها في قرارات التحكيم الفيدرالية إلى 20 ؛
- قيود على النشاط النقابي؛ و
- تجريم المحلات التجارية المغلقة.

### اللوائح ذات الصلة
الانظمة الاصلية المرتبطة بالقانون علاقات في مكان العمل لعام 1996 لقد لغيت واستبدلت قي قانون العلاقات في مكان العمل لعام 2005, من أجل استيعاب تعديلات خيارات العمل على قانون علاقات مكان العمل لعام 1996 الذي أدخل في 27 آذار / مارس 2006, وقد أُلغيت هذه اللوائح نفسها عندما بدأ قانون العمل العادل لعام 2009 في 1 تموز / يوليه 2009.